# Classe média baixa
Nas nações desenvolvidas pelo globo, o termo classe média baixa é uma subdivisão da classe média que constitui a maior classe socioeconômica. Universalmente o termo refere-se a um grupo da classe média de indivíduos que não tem ainda o status requerido para que possam ser classificados como classe média, vindo daí o nome.

## Definição
O termo classe média pode ser dividido em dois ou três sub-grupos. Quando dividido em duas, a classe média baixa, às vezes somente referida como a "classe média", consiste 1/3 da população, sendo alguma parte detentora de imóveis, sendo praticamente o dobro em números e estatísticas do que a classe média alta. Os cargos mais comuns são semi-profissionais, tais como professores escolares ou profissionais de educação física, pequenos empresários e artesãos hábeis. Estes indivíduos tem em comum algum grau de educação em nível acadêmico ou então grau de bacharel (comum, por exemplo, em cursos acadêmicos de Direito), que ganham o suficiente para uma vida razoável.
Sendo a classe social mais larga, "afrontando" apenas o proletário, a classe média baixa está aumentando.
Não comum em modelos sociológicos, a classe média pode ser dividida em três sessões: Neste sistema o termo classe média baixa relata a camada que seria mais ligada a classe trabalhadora, ou proletário. Ainda, algumas modelos de classes sociais, tais como do sociólogo Leonard Beeghley sugerem que a classe média é apenas coesiva socio-economicamente em estatísticas, incluindo apenas aquelas que são a classe média "tradicional", a baixa e a alta, sendo o primeiro grupo consistente de 45% das residências.